# La Farlède
La Farlède är en kommun i departementet Var i regionen Provence-Alpes-Côte d'Azur i sydöstra Frankrike. Kommunen ligger i kantonen Solliès-Pont som tillhör arrondissementet Toulon. År 2022 hade La Farlède 9 745 invånare.

## Befolkningsutveckling
Antalet invånare i kommunen La Farlède
| Referens: INSEE |